# Thomas Merton
Thomas Merton (Prades, 31 de janeiro de 1915 – Bangcoc, 10 de dezembro de 1968) foi um escritor católico do século XX. Monge trapista da Abadia de Gethsemani, Kentucky, ele foi um poeta, activista social e estudioso de religiões comparadas. Escreveu mais de setenta livros, a maioria sobre espiritualidade, e também foi objecto de várias biografias. Dentre as principais características de Thomas Merton pode-se citar sua defesa do pacifismo e do ecumenismo.

## Primeiros anos
Seu pai, Owen Merton, era um pintor nascido na Nova Zelândia. Sua mãe, Ruth Jenkins, era uma quaker norte-americana, e também uma artista. De acordo com a vontade do pai, Thomas foi batizado em uma Igreja Anglicana. Meses após o seu nascimento, estando a França abalada pela Primeira Guerra Mundial, sua família mudou-se para os Estados Unidos, em agosto de 1915. Devido à sua atividade artística, Owen teve uma presença irregular durante a infância do filho. Nesse contexto, Thomas morou na casa dos pais de Ruth em Long Island (Nova Iorque) e depois mudou-se para Douglaston (Nova Iorque) e, em 1917, para Flushing (Nova Iorque), onde seu irmão mais novo, John Paul Merton, nasceu em 2 de novembro de 1918. Após a Primeira Guerra Mundial, sua família planejou uma volta à França, mas a mãe de Merton foi acometida por um câncer de estômago. Aos seis anos de idade, ficou órfão de mãe.
Em 1922, foi levado para Bermudas, por seu pai. Na época seu pai mantinha um romance com Evelyn Scott que, na época, era casada com Cyril Kay-Scot. Thomas não guardou boas recordações de Evelyn. Em 1923, voltou a viver com a família de seus avós maternos em Douglaston, enquanto seu pai viajou para a Europa e norte da África (França, Itália, Inglaterra e Argélia), juntamente com Evelyn e Cyril. Em 1924, Owen Merton descobriu que estava com um tumor cerebral.
Em 1925, Owen levou Thomas para residir com ele em Saint-Antonin (França). Em 1926, foi matriculado no Lycée Ingres, um colégio interno para meninos em Montauban (França), onde participou de um grupo de jovens aspirantes a escritores e escreveu dois romances. Durante suas férias de natal, entre 1926 e 1927, Thomas passou um tempo com os amigos de seu pai em Murat, uma pequena cidade no Auvergne (França). Nessa época, embora nunca frequentasse as missas católicas aos domingos, se interessou por crenças e ideias católicas. Ele também afirmava que "todas as religiões levam a Deus, apenas em formas diferentes, e cada um deve ir de acordo com sua própria consciência, e resolver as coisas de acordo com sua maneira particular de ver as coisas". Durante esse período, diante da incompatibilidade entre Evelyn e Thomas, Owen se afastou de Evelyn. No verão de 1928, Thomas mudou-se com o pai para a Inglaterra, onde foram residir na casa de uma tia de seu pai em Ealing, no oeste de Londres, e Thomas foi matriculados na Ripley Court Preparatory School, onde se aproximou da Igreja Anglicana. Em 1930, Thomas foi matriculado na Oakham School, um colégio interno em Rutland (Inglaterra). Em 16 de janeiro de 1931, seu pai faleceu. Antes de falecer, Owen havia nomeado Tom Bennett, um médico que havia seu colega de estudos na Nova Zelândia, como o tutor legal de seu filho. Naquele ano, Thomas viajou para Roma e Florença por uma semana e visitou seus avós maternos em Nova Iorque durante o verão. Depois, Thomas tornou-se o editor da revista de sua escola: Oakhamian.
Em setembro de 1932, Thomas obteve êxito no exame de admissão para o Clare College em Cambridge. Ele completou 18 anos e viajou para conhecer Paris, Marselha, Hyeres, Saint Tropez, Gênova, Florença e Roma, onde chegou em fevereiro de 1933. Sua estadia em Roma, onde visitou o Museu do Vaticano e diversos locais de culto, acendeu sua religiosidade.
Depois de sua estadia em Roma, viajou para os Estados Unidos, para visitar seus avós maternos em Douglaston, antes de se matricular no Clare College, em outubro de 1933, onde encontrou alguns de seus colegas de Oakham. Nessa época, tornou-se um consumidor frequente de bebidas alcoólicas e ficou conhecido como mulherengo, em maio de 1934, partiu para os Estados Unidos, para continuar seus estudos.
Em 1934, chegou a Nova Iorque, e concluiu seus estudos na Universidade de Columbia, com bacharel em língua inglesa, em 1938. Em outubro de 1935, participou de protestos contra a invasão da Etiópia pela Itália. Em 1936, morreu Samuel Jenkins, seu avô materno. Em fevereiro de 1937, leu "O Espírito da Filosofia Medieval" de Étienne Gilson, por meio do qual teve contato maior com o catolicismo.

## Início da vida religiosa
Em junho de 1938, Merton foi convidado por seu amigo Seymour Freedgood para uma reunião com Mahanambrata Brahmachari, um monge hindu radicado em Chicago, que visitava Nova Iorque. Na ocasião, Merton foi aconselhado a encontrar conexão com suas próprias raízes e tradições espirituais, e lhe foi sugerida a leitura de "Confissões" de Santo Agostinho e de "A Imitação de Cristo". Em agosto, Merton decidiu assistir a uma missa, a partir desse momento começou a ler muitos escritos católicos. Em setembro, Merton começou a ler um livro sobre a conversão de Gerard Manley Hopkins, e decidiu se tornar padre. Em 16 de novembro foi batizado e recebeu sua primeira comunhão.
Em 1939, fez estudos sobre Tomás de Aquino, orientado por Daniel Walsh, e foi apresentado à Jacques Maritain em uma palestra sobre a Ação Católica. Em outubro de 1939, debateu com Daniel Walsh sobre seu projeto de se tornar um sacerdote e sobre qual congregação religiosas seria mais adequada para Merton. Nesse contexto foi considerada a possibilidade de Merton ingressar na Companhia de Jesus, tornar-se franciscano ou um monge cisterciense. Em um primeiro momento, entrou em contato com os franciscanos, mas avaliou-se que aquela não seria a escolha mais acertada. Na Semana Santa de abril de 1941, Merton participou de um retiro na Abadia de Nossa Senhora de Gethsemani, perto Bardstown (Kentucky). Em 10 de dezembro de 1941 Thomas Merton retornou à Abadia de Nossa Senhora de Gethsemani, para pedir aceitação na Ordem de Cister, onde foi aceito como postulante pelo abade, Dom Frederic Dunne. Em março de 1942, durante o primeiro domingo da quaresma, Merton foi aceito como noviço no mosteiro. Em junho de 1942, Merton recebeu uma carta de seu irmão John Paul, que afirmou que ele iria sair para a guerra e estaria vindo para Gethsemani para visitar Merton antes de partir. Em 17 de julho, Merton e John encontraram-se. Em 26 de julho de 1942, John Paul foi batizado em uma igreja na cidade vizinha de New Haven (Kentucky) antes de partir no dia seguinte. Em 17 de abril de 1943, John Paul morreu quando os motores de seu avião falharam sobre o Canal da Mancha. John Paul foi mencionado em um poema no final de "The Seven Storey Mountain".

## Atividade como escritor
Merton lia muitos livros durante sua estadia no mosteiro. Seu superior, Abade Dom Frederic, notou sua capacidade intelectual e o talento para a escrita. Em 1943, Merton foi encarregado de traduzir textos religiosos e escrever biografias sobre os santos para o mosteiro. Em 19 de março de 1944, Merton assumiu a sua profissão temporária dos votos e passou a utilizar o capuz branco, preto escapular e cinto de couro. Em novembro de 1944 foi publicado o livro "Trinta Poemas". Em 1946, foi publicado "A Man in the Divided Sea". Naquele ano também foi decidida a publicação de "The Seven Storey Mountain".
Em 1947 Merton consolidou a sua carreira de escritor. Em 19 de março de 1947 fez os votos solenes, um compromisso de viver a sua vida no mosteiro. Ele também começou a se corresponder com um cartuxo que residia no Mosteiro de São Hugo, em Parkminster (Inglaterra). Em 4 de julho de 1947 foi publicado um ensaio denominado "Poesia e Vida contemplativa". Em 1948, foi publicada "The Seven Storey Mountain", obra que teve grande repercussão. Naquele ano foram publicadas várias outras obras, como "Guide to Cistercian Life", "Cistercian Contemplatives", "Figures for an Apocalypse" and "The Spirit of Simplicity".

## Relação com o Brasil
Thomas Merton tinha vários amigos no Brasil e publicou um grande número de livros. Muitas são as pessoas, leigas ou religiosas, que consideram as leituras de seus livros marcos importantes das suas vidas espirituais. Foram lançados mais de 40 livros em português, graças ao envolvimento de intelectuais – como Alceu Amoroso Lima – e de monjas e monges beneditinos – como Dom Basílio Penido, Dom Timóteo Amoroso Anastácio, Dom Estêvão Bettencourt e, principalmente, da irmã Maria Emmanuel de Souza e Silva.
A história sobre o início de uma relação de trabalho e de uma amizade é contada no livro Thomas Merton: o homem que aprendeu a ser feliz, pela irmã Maria Emmanuel. Ao longo de 13 anos trocaram mais de uma centena de cartas, cartões postais, "santinhos" e livros. Parte das cartas de Merton enviadas à irmã Maria Emmanuel estão registradas no livro The Hidden Ground of Love: Letters on Religious Experience and Social Concerns (Letters, I).
Merton se correspondeu com outros brasileiros como Alceu Amoroso Lima, Dom Hélder Câmara, abades beneditinos, religiosas e religiosos e simples leitores, ao longo de sua vida. Ele também se interessava por vários autores brasileiros - em especial pelos poetas Manuel Bandeira e Jorge de Lima.
O continuado interesse por Merton, sua vida e suas ideias, levou à fundação, em 10 de dezembro de 1996, da Sociedade dos Amigos Fraternos de Thomas Merton - SAFTM.
Após ter cessado por longos anos a publicação de suas obras no Brasil, existindo apenas dois títulos em 1996, foram reeditados em 1999 os livros A Montanha dos Sete Patamares,  Novas Sementes de Contemplação e Ascensão para a Verdade logo seguidos pela publicação de outros títulos nos anos subsequentes. Hoje já são 16 os títulos disponíveis, tendo se estabelecido um novo interesse em dar continuidade à publicação de antigas e novas obras. Além desses existem quatro livros sobre Thomas Merton. Os quase 30 outros títulos esgotados podem ser encontrados em sebos de todo o país.

## Correspondentes
Merton foi um correspondente prolífico, tendo escrito milhares de cartas a diferentes pessoas em todo o mundo, estabelecendo um diálogo sobre temas de mútuo interesse com os seus correspondentes como também respondendo fraternalmente a consultas e agradecendo elogios de seus leitores. Suas cartas são dirigidas e recebidas de intelectuais e de pessoas comuns. De dignitários da Igreja a singelas monjas em localidades pobres e remotas.
O Thomas Merton Center tem catalogado e arquivado milhares dessas cartas, mas não a totalidade. Várias são de brasileiros, correspondentes habituais ou ocasionais de Merton.

## Livros
- (1944) - Thirty Poems
- (1946) - A Man in the Divided Sea

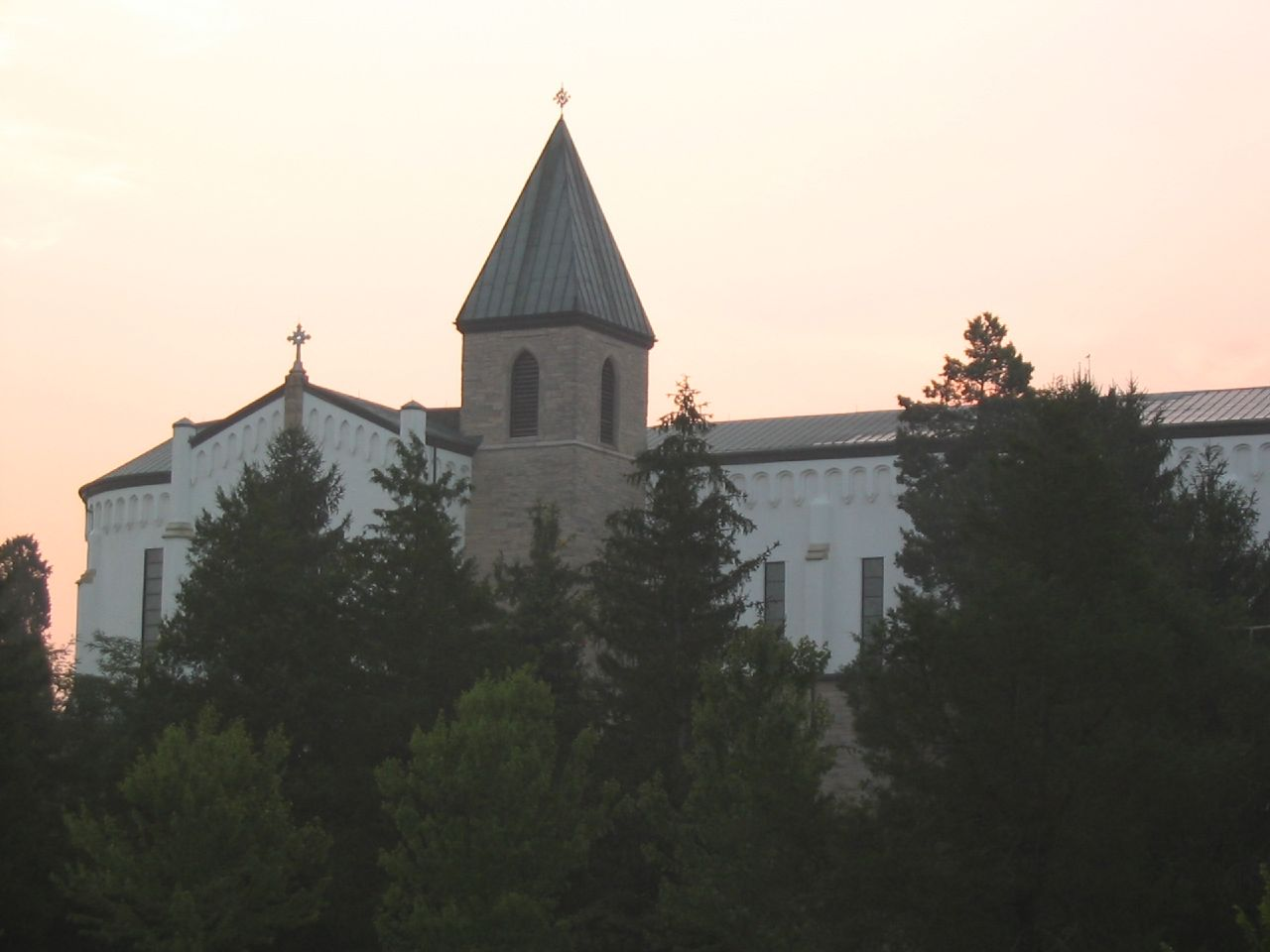
A Abadia de Getsêmani.

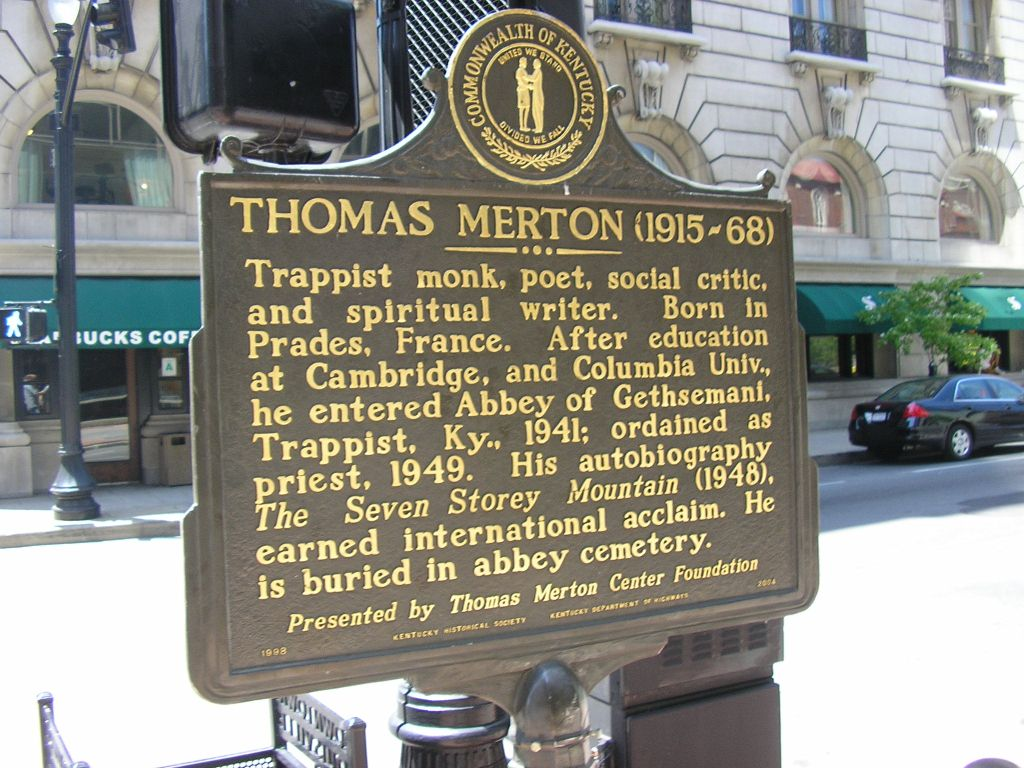
Placa biográfica de Merton em Louisville, Kentucky, EUA.

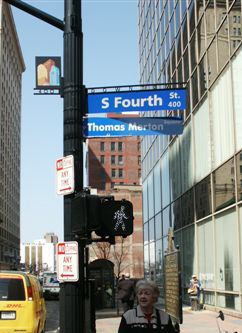
Praça Thomas Merton em Louisville.

- (1948) - The Seven Storey Mountain (A montanha dos sete patamares)[3]
- (1949) - Seeds of Contemplation; The Tears of the Blind Lions; The Waters of Siloe
- (1951) - The Ascent to Truth
- (1953) - The Sign of Jonas
- (1955) - No Man Is An Island
- (1956) - The Living Bread
- (1957) - The Silent Life; The Strange Islands
- (1958) - Thoughts in Solitude
- (1959) - The Secular Journal of Thomas Merton; Selected Poems
- (1960) - Disputed Questions; The Wisdom of the Desert
- (1961) - The New Man
- (1962) - New Seeds of Contemplation
- (1964) - Seeds of Destruction
- (1965) - Gandhi on Non-Violence; The Way of Chuang Tzu; Seasons of Celebration
- (1966) - Raids on the Unspeakable; Conjectures of a Guilty Bystander
- (1967) - Mystics and Zen Masters
- (1968) - Monks Pond; Cables to the Ace; Faith and Violence; Zen and the Birds of Appetite
- (1969) - My Argument with the Gestapo; Contemplative Prayer; The Geography of Lograire
- (1971) - Contemplation in a World of Action
- (1973) - The Asian Journal of Thomas Merton
- (1976) - Ishi Means Man
- (1977) - The Monastic Journey; the Collected Poems of Thomas Merton
- (1979) - Love and Living
- (1980) - The Non-Violent Alternative
- (1981) - The Literary Essays of Thomas Merton; Day of a Stranger; Introductions East and West: The Foreign Prefaces of Thomas Merton
- (1982) - Woods, Shore and Desert: A Notebook, May 1968
- (1985) - The Hidden Ground of Love: Letters on Religious Experience and Social Concerns (Letters, I)
- (1988) - A Vow of Conversation: Journals 1964-1965; Thomas Merton in Alaska: The Alaskan Conferences, Journals and Letters
- (1989) - The Road to Joy: Letter to New and Old Friends (Letters, II)
- (1990) - The School of Charity: Letters on Religious Renewal and Spiritual Direction (Letters, III)
- (1993) - The Courage for Truth: Letters to Writers (Letters, IV)
- (1994) - Witness to Freedom: Letters in Times of Crisis (Letters, V)
- (1995) - Run to the Mountain: The Story of a Vocation (Journals, I: 1939-1941)
- (1996) - Entering the Silence: Becoming a Monk and Writer (Journals, II: 1941-1952)
- (1996) - A Search for Solitude: Pursuing the Monk's True Life (Journals, III: 1952-1960)
- (1996) - Turning Toward the World: The Pivotal Years (Journals, IV: 1960-1963)
- (1997) - Dancing in the Water of Life: Seeking Peace in the Hermitage (Journals, V: 1963-1965)
- (1997) - Learning to Love: Exploring Solitude and Freedom (Journals, VI: 1966-1967)
- (1998) - The Other Side of the Mountain: The End of the Journey (Journals, VII: 1967-1968)
- (1999) - The Intimate Merton: His Life From His Journals
- (2000) - Thomas Merton: Essential Writings
- (2001) - Dialogues with Silence
- (2003) - The Inner Experience; Seeking Paradise: The Spirit of the Shakers
- (2004) - Peace in a Post-Christian Era
- (2005) - In the Dark Before Dawn: New Selected Poems of Thomas Merton; Cassian and the Fathers
- (2006) - The Cold War Letters
- (2007) - Thomas Merton In My Own Words
- (2008) - Choosing to Love the World

### Biografias
Diversas biografias de Merton foram publicadas. Entre elas:
- The Seven Mountains of Thomas Merton, Michael Mott
- The Silent Lamp, William Shannon
- Merton, A Biography, Monica Furlong
- Follow the Ecstasy, John Howard Griffin
- Thomas Merton, My Brother, Basil Pennington OCSO
- Thomas Merton: A Film Biography, Paul Wilkes and Audrey L. Glynn